# Nossa Senhora Aparecida (Sergipe)
Nossa Senhora Aparecida is een gemeente in de Braziliaanse deelstaat Sergipe. De gemeente telt 8.813 inwoners (schatting 2009).
De gemeente grenst aan Ribeiropólis, Frei Paulo, Carira, Nossa Senhora da Glória en São Miguel do Aleixo.